# Togou
Togou est une commune du Mali, dans le cercle et la région de Ségou.